# Scirites pectinatus
Espèce
Synonymes
- Dicymbium pectinatum Emerton, 1911
- Tapinocyba exigua Hackman, 1954

Scirites pectinatus est une espèce d'araignées aranéomorphes de la famille des Linyphiidae.

## Distribution
Cette espèce se rencontre au Canada en Alberta, en Saskatchewan, au Manitoba, en Ontario, au Québec, au Nouveau-Brunswick, en Nouvelle-Écosse et en Terre-Neuve-et-Labrador et aux États-Unis au New Hampshire, dans l'État de New York, au Wisconsin et au Washington.

## Publication originale
- Emerton, 1911 : New spiders from New England. Transactions of the Connecticut Academy of Arts and Sciences, vol. 16, p. 383-407 (texte intégral).